# ريتشي هال
ريتشي هال (بالإنجليزية: Richie Hall)‏ هو لاعب كرة القدم الكندية أمريكي، ولد في 4 أكتوبر 1960 في سان أنطونيو في الولايات المتحدة.